# Morsea kaibabensis
Morsea kaibabensis is een rechtvleugelig insect uit de familie Eumastacidae. De wetenschappelijke naam van deze soort is voor het eerst geldig gepubliceerd in 1958 door Rehn & Grant.